# 歐沃斯鎮區 (密蘇里州卡勒韋縣)
歐沃斯鎮區（英語：Auxvasse Township）是位於美國密蘇里州卡勒韋縣的一個行政鎮區。此鎮區於1821年建立之初曾覆蓋城市歐沃斯，但其他鎮區設立後便被分到其他鎮區，因此歐沃斯不位於此鎮區內。

## 地方資料
歐沃斯鎮區的面積為235.40平方千米，當中陸地面積為231.02平方千米，而水域面積為4.38平方千米。根據2020年美國人口普查的數據，當地共有人口1029人，而人口密度為每平方千米4.37人。